# بزرگ‌ماهی
تارپون (نام علمی: Megalops) نام یک سرده از راسته بانوماهی‌سانان است.